# Vladimir Stângaciu
Vladimir Stângaciu (n. 21 iunie 1907, Bulăiești, ținutul Orhei, Gubernia Basarabia, Imperiul Rus – d. 16 decembrie 2002, București) a fost un pilot, mecanic inginer de aviație, pionierul hidroaviației românești, primul director al TAROM, cadru universitar la Institutul Politehnic București, General aviator.

## Date biografice
Născut la 21 iunie 1907 în satul Bulăiești, ținutul Orhei, aproape de Nistru, în Basarabia, și-a petrecut copilăria în partea de Nord Vest a Basarabiei, lângă malul  Prutului - pe atunci granița de est a României - în comunele Costești și Susleni, în județul Orhei.
Tatăl său a fost învățător, dar cu pregătire teologică, ambii părinți fiind descendenți ai unor familii de preoți. Școala primară a început-o în comuna Costești și a terminat-o în comuna Susleni, unde tatăl său a fost mutat cu serviciul. Părinții au vrut să-l pregătească pentru a deveni preot, dar nu au putut trece de încăpățânarea micului Vladimir, care își dorea altă profesie.

## Activitatea aviatică
In anul 1918 a dat examen la Liceul „B.P. Hașdeu” din Chișinău, iar la 17 ani se înscrie ca voluntar la Reg. 3 Roșiori din Bârlad. De aici este repartizat la Divizia de Mare, de la Constanța, cu gradul de sergent. În cadrul Diviziei face parte din echipajul canonierei „Lt. Dumitrescu”. Când acest vas este trimis în reparație, sergentul Stângaciu este repartizat la Atelierul de Construcție al lui Nicolau, din Constanța. Nicolau era socrul directorului de bancă și proprietar al Atelierelor Societății de Transport Constanța, George I. Georgescu, cel care a finanțat construcția hidroavionului „RAS Getta”, după planurile ing. Radu A. Stoika, de unde și inițialele „RAS”.
Sosind ziua zborului pentru omologarea hidroavionului "Getta" - era în 15 august 1925 - de către pilotul Romeo Popescu, din partea Inspectoratului Aeronautic, mecanicul sergent Stângaciu era prezent lângă hidroavion. Cum în acea zi mecanicul de bord care trebuia să-l însoțească în zbor pe pilotul recepționer a lipsit fiind bolnav, s-a creat o problemă. Căpitanul Romeo Popescu l-a întrebat pe serg. Stângaciu Vladimir dacă are curajul să zboare cu el, întrucât sergentul mecanic știa totul despre hidroavion deoarece luase parte la construcția acestuia. Stângaciu a fost de acord și astfel a executat primul zbor din viața sa, cu cel mai renumit pilot al acelui timp, din România; era 15 august 1925 și tânărul Vladimir avea 18 ani iar hidroavionul acesta avea să-l marcheze pe Stângaciu de-a lungul vieții și activității sale. Din păcate, deși zborul a fost considerat un succes în sine, după ce a primit o comandă pentru construirea a altor 3 aparate de zbor din seria GETTA, fabricantul a dat faliment.
Tot la această vârstă, serg. mecanic Stângaciu Vladimir, la recomandarea Lt. Comandorului mecanic Petrescu Ion, șeful Atelierului Arsenalului Aeronautic de la Cotroceni-București (ce fusese prezent la zborul de omologare al hidroavionului "Getta"), s-a prezentat la Școala Specială pentru Aviație de la Cotroceni (mai târziu purtând numele de Școala Ofițeri de Aviație - S.O.Av.). În urma examenului depus este declarat admis iar peste doi ani, la 1 iulie 1927 este avansat sublocotenent mecanic. (În primul an de la avansarea ca Slt. mecanic denumirea era de "Ofițer Mecanic clasa a III-a).
După avansare a fost repartizat la Grupul de Aviație de la Constanța, unde activează până în anul 1942 - bineînțeles că această perioadă cuprinde și timpul detașărilor de scurtă durată către alte unități.
În anul 1930, Grupul de Aviație se transformă în Flotila de Hidroaviație; în această Flotilă Vladimir Stângaciu este avansat grad după grad, având mari realizări profesionale, încă din 1928 el fiind ofițer mecanic șef, mecanic navigant și șef al serviciului tehnic. Un an mai târziu, in 1929 - luna mai, este prezent la sosirea Escadrilei de hidroavioane italiene, care se întorcea de la Odessa, condusă de către Mareșalul av. Italo Balbo (vezi articolul din "Orizont Aviatic" nr.2/Dec.2002). Escadrila era formată din 35 de hidroavioane S-55, două hidroavioane S-59 Bis și un hidroavion trimotor CANT, de transport; a fost cea mai mare formație de hidroavioane din toate timpurile, care ne-a vizitat țara.
În 1931 face parte din comisia de recepție și omologare, în Italia, la Uzina S.I.A.I.din Sesto Calende, de pe malul lacului Maggiore, unde Statul Român comandase: 14 hidroavioane de recunoaștere S-62 Bis, 7 hidroavioane de bombardament și torpiloare SAVOIA S-55 și 6 hidroavioane pentru școală și antrenament Savoia S-56.
În luna august, anul 1932, cu ocazia transportului hidroavionului S-62 Bis, în calitate de mecanic de bord (pilot Cpt.av. Borcescu Gh.) au amerizat la Porto Roze, pentru alimentare. În timpul încercării de pornire a motorului s-a produs o explozie în urma căreia Stângaciu a fost grav rănit, fiind spitalizat o perioadă de trei luni în Italia.
În anul 1935 participă la un raid cu hidroavionul S-55 în calitate de mecanic bord și pilot secund, pe ruta Constanța - Istambul - Atena - Constanța. În perioada 1936-1938 face parte din comisia de recepție și control pentru hidroaviație (amfibie) de la I.A.R. Brașov, iar în ianuarie 1942 este detașat la Flotila 1 Vânătoare Pipera, ca șef al serviciului tehnic. Tot în acest an este detașat, în calitatea de ajutor tehnic al comandantului, la Centrul de pilotaj (militar) de la Ziliștea-Boboc (Buzău). Aici răspunde de avioanele ieșite din reparațiile făcute de către o secție a Fabricii ICAR-București.
După mersul vremii, războiului și perindărilor, îl regăsim la Turda-Balomir-Luncani, răspunzând de reparațiile avioanelor de luptă, iar în 1946, făcând parte din Divizia Aviație București, în cadrul serviciului tehnic, este trecut în rezervă conform Legii 433, cu gradul de Lt. Colonel. Tot în 1946 este numit șef al Atelierului pentru construcția de avioane Fieseler Storch, în cadrul Fabricii ICAR București.
În 1948 trece la Compania (Societatea!) TARS, în funcția de director al atelierelor de reparații iar la 18 sept. 1954, odată cu înființarea Companiei TAROM, este numit aici Director general. Între 1956-1960, Vladimir Stângaciu a predat, în cadrul Institutului Politehnic București, cursul de "aparate de bord".

## Distincții
Pentru activitatea depusă a fost decorat, între altele, cu următoarele medalii și distincții: 
- Virtutea Aeronautică cu Spade, clasa Crucea de Aur,
- Ordinul „Coroana României”,
- Steaua României,
- Crucea de Război (cehoslovacă),
- Coroana Italiei clasa Cavaler I.

## Scrieri
- Vladimir Stîngaciu: Instrumente și instalații la bordul avioanelor moderne, 669 pagini, Editura: Direcția generală a Flotei aeriene civile, 1959